# Fantezie de iarnă
Fantezie de iarnă (în rusă Слава Москве, transliterat: Slava Moskve) este un film documentar sovietic din 1947 regizat de un grup de regizori printre care Iosif Poselski, Iakov Babușkin și Samuil Bubrik cu ocazia sărbătoririi a 800 de ani de la atestarea Moscovei, la 7 septembrie 1947.

## Lansare
Filmul a fost lansat în cinematografele din Uniunea Sovietică în septembrie 1947.